# 세리카 토아
세리카 토아 (일본어: 芹香 斗亜 せりか とあ[*], 1월 20일 - )는 다카라즈카 가극단 소라구미에 소속된 남역이다. 소라구미 톱스타이다.
효고현 고베시 출신, 고베 카이세이여자학원 중학교 출신이다. 키 173cm, 혈액형 B형, 애칭은 "키키(キキ)"이다.

## 약력
2005년, 다카라즈카 음악학교 입학.
2007년, 다카라즈카 가극단 93기생으로 입단. 입단 당시 성적 28번. 호시구미 공연 「벚꽃／시크릿 헌터」로 초무대. 그 후 호시구미에 배속.
2010년, 「사랑과 청춘의 여행」으로 신인공연 첫 주연. 입단 4년차로 발탁되었다.
2012년 4월 2일자로 하나구미로 조이동. 같은 해 「선=테그쥬페리」로 2번째 신인공연 주연. 그 후로 3작품 연속으로 신인공연 주연을 맡았다.
2013년의 「포에버 가슈인」으로 바우홀 공연 첫 주연.
2015년, 아스미 리오ㆍ카노 마리아 톱 콤비 대극장 오히로메 「카리스타해에 안겨서 / 다카라즈카 환상곡」부터 신생 하나구미 니반테로 승격.
2017년, 「MY HERO」 (TBS 아카사카 ACT 시어터ㆍ드라마시티 공연)으로 동상공연 첫 주연. 같은 해 10월 30일자로 소라구미로 조이동.
2019년, 「군도」 (드라마시티ㆍ일본청년관 공연)으로 소라구미 니반테로써 2번째 동상공연 주연.
2021년, 「프로미세스, 프로미세스」 (드라마시티ㆍ도쿄건물 Brillia HALL 공연)으로 3번째 동상공연 주연.
2023년, 상대역으로 하루노 사쿠라를 맞이하여 7월23일  「Xcalibur 엑스칼리버」 (도쿄 다테모노 Brillia HALL 공연)로 톱콤비 오히로메.

## 인물
아버지는 전 프로야구선수 야마오키 유키히코, 어머니는 전 다카라젠느 시라카와 아키 (65기)이다.
어머니의 영향으로, 철이 들기 전부터 다카라즈카 무대를 보고 있었지만, 주위 사람들에게 "너도 다카라즈카 수험 볼꺼지"라고 말 하는 것이 싫어져, 초등학교 입학 후에는 관극하지 않았다.
중학교 3학년 때, 역사를 좋아하는 친구의 권유로 몇년 만에 본 츠키구미 공연 「아스카유우바에 / 다카라즈카 현란 Ⅱ」으로 화려하고도 역사도 배울 수 있는 다카라즈카의 재미에 눈을 떠, 다시 극을 보러 다녔다. 친한 친구가 해외 유학을 결심한 것에 자극받아, 중학교 3학년 생일에 음악학교에 응시하기로 결심했다. 그 후 2개월의 준비 기간을 거쳐, 첫번째 수험에서 합격했다.
예명은 가족이 고안했다. "세리카 (芹香)"는 "천공의 (天空の)"라는 뜻을 가진 자동차 이름 세리카에서, "토아 (斗亜)"는 어머니의 예명에서 한글자를 따서 아기이름사전에서 정했다.
애칭인 "키키(キキ)"는 산리오의 캐릭터 "리틀 트윈 스타즈"의 키키라라를 닮았다고 아란 케이가 명명한 데 따른 것이다.

## 출연 이벤트
- 2011년 7월, 토도로키 유 디너쇼 『Rendez-Vous〜오늘 밤 그대와〜』
- 2011년 12월, 다카라즈카 스페셜 2011 『내일에 거는 꿈』
- 2012년 12월, 다카라즈카 스페셜 2012 『더 스타즈! 〜프레・프레・센테니얼〜』
- 2014년 7월, 『다카라즈카 파리제 2014』
- 2014년 12월, 다카라즈카 스페셜 2014 『Thank you for 100 years』
- 2015년 9월, 제 53회 『다카라즈카 무용회』
- 2016년 4월, 『ME AND MY GIRL』 전야제
- 2016년 12월, 다카라즈카 스페셜 2016 『Music Succession to Next』
- 2017년 12월, 다카라즈카 스페셜 2017 『쥬템므・레뷰 -몽・파리 탄생 90주년-』
- 2018년 2월, 『소라구미 탄생 20주년 기념 이벤트』
- 2018년 7월, 『다카라즈카 파리제 2018』 주연
- 2019년 10월, 제 55회 『다카라즈카 무용회〜祝舞御代煌 （いわいまうみよのきらめき）〜』
- 2019년 12월, 다카라즈카 스페셜 2019 『Beautiful Harmony』

## TV 출연
- 2014년 1월, 후지테레비 『SMAP×SMAP』 - 스마신하이스쿨
- 2014년 10월, 후지테레비 『SMAP×SMAP』
- 2017년 12월, 후지테레비 『2017 FNS가요제 제1야』

## 광고・CF 출연
- 2011년, 아식스 『BC WALKER』
- 2015년 5월 - , 『한큐 교통사』 이미지 캐릭터

## 수상 이력
- 2013년, 『다카라즈카가극 연도상』 - 2012년도 신인상
- 2017년, 『다카라즈카가극 연도상』 - 2016년도 노력상
- 2020년, 『다카라즈카가극 연도상』 - 2019년도 노력상